# Bijela (Herceg-Novi, Crna Gora)
Bijela (crnogorski: Бијела) je gradsko naselje - mjesna zajednica na Crnogorskom primorju - Boki kotorskoj u općini Herceg Novi, Crna Gora.

## Zemljopisni položaj
Nalazi se na 42° 27' 12" sjeverne zemljopisne širine i 18° 39' 20" istočne zemljopisne dužine. 

## Kultura
Barokna palača Zmajević-Burović-Zloković.

## Gospodarstvo
Turizam i brodogradilište.

## Stanovništvo
Bijela ima 3.478 stanovnika. Relativnu većinu čine Srbi (1,774, 47.33%), a za njima su Crnogorci (1,332 ,38.2%).

## Šport
- Vaterpolo klub Bijela

## Vanjske poveznice
- maplandia.com: Bijela